# Yaoundé

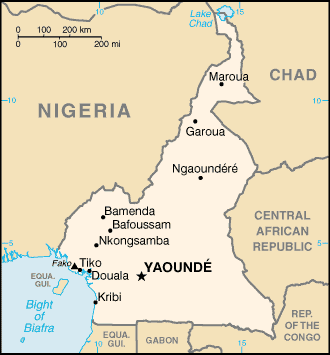
Yaoundé

Yaoundé är huvudstad i Kamerun och med sina 1 817 524 invånare (folkräkning 2005) den näst största staden i det centralafrikanska landet, efter Douala. Yaoundé är centralt beläget i södra Kamerun, omkring 750 meter över havet. 

## Historia
Yaoundé grundades 1888 som en tysk militärbas och ett centrum för elfenbenshandel och en plats för forskning inom jordbruket. Staden ockuperades av belgiska styrkor under första världskriget och efter kriget blev Yaoundé huvudstad i Franska Kamerun. Sedan dess har staden förblivit huvudstad i republiken Kamerun.

## Ekonomi
Viktiga industrier i staden är tobak, mejeriprodukter, bryggerier, lera, glasprodukter och timmer. Yaoundé är ett regionalt centrum för kaffe, kakao, kopra, sockerrör och gummi.

## Kända personer från Yaoundé
- Roger Milla, Kameruns mest kända fotbollsspelare
- Breel Embolo, schweizisk fotbollsspelare
- Yvon Mvogo, schweizisk fotbollsmålvakt
- Stephen Tataw, kamerunsk fotbollsspelare
- Samuel Umtiti, fransk fotbollsspelare
- Les Têtes Brulées, musikgrupp

## Bildgalleri

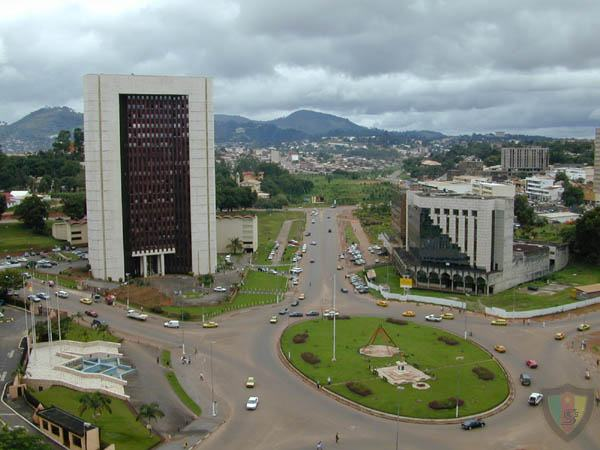
Yaoundé
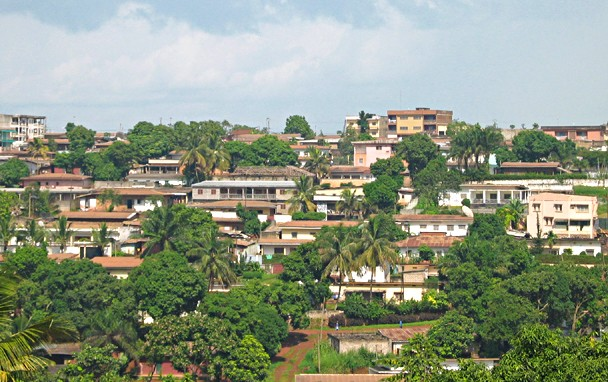
Vy över Yaoundé
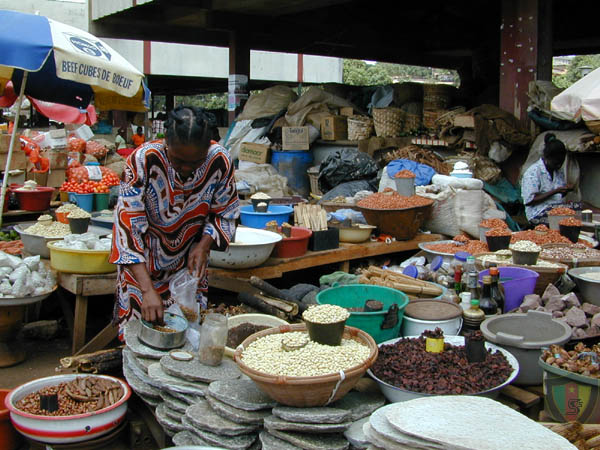
Mfoundimarknaden i Yaoundé
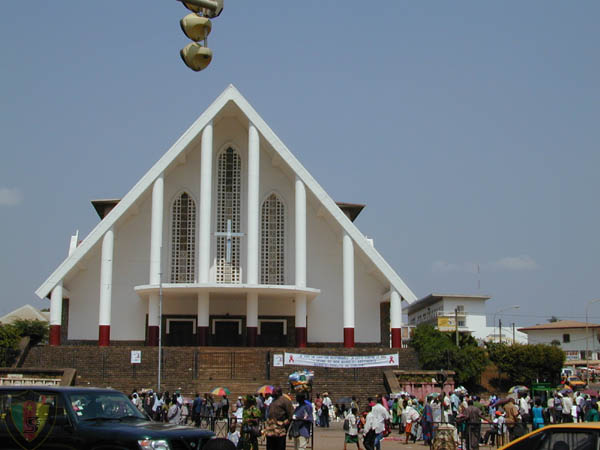
Katedralen Notre-Dame des Victoires i Yaoundé